# Xã Westphalia, Quận Anderson, Kansas
Xã Westphalia (tiếng Anh: Westphalia Township) là một xã thuộc quận Anderson, tiểu bang Kansas, Hoa Kỳ. Năm 2010, dân số của xã này là 372 người.